# Dalkeith House

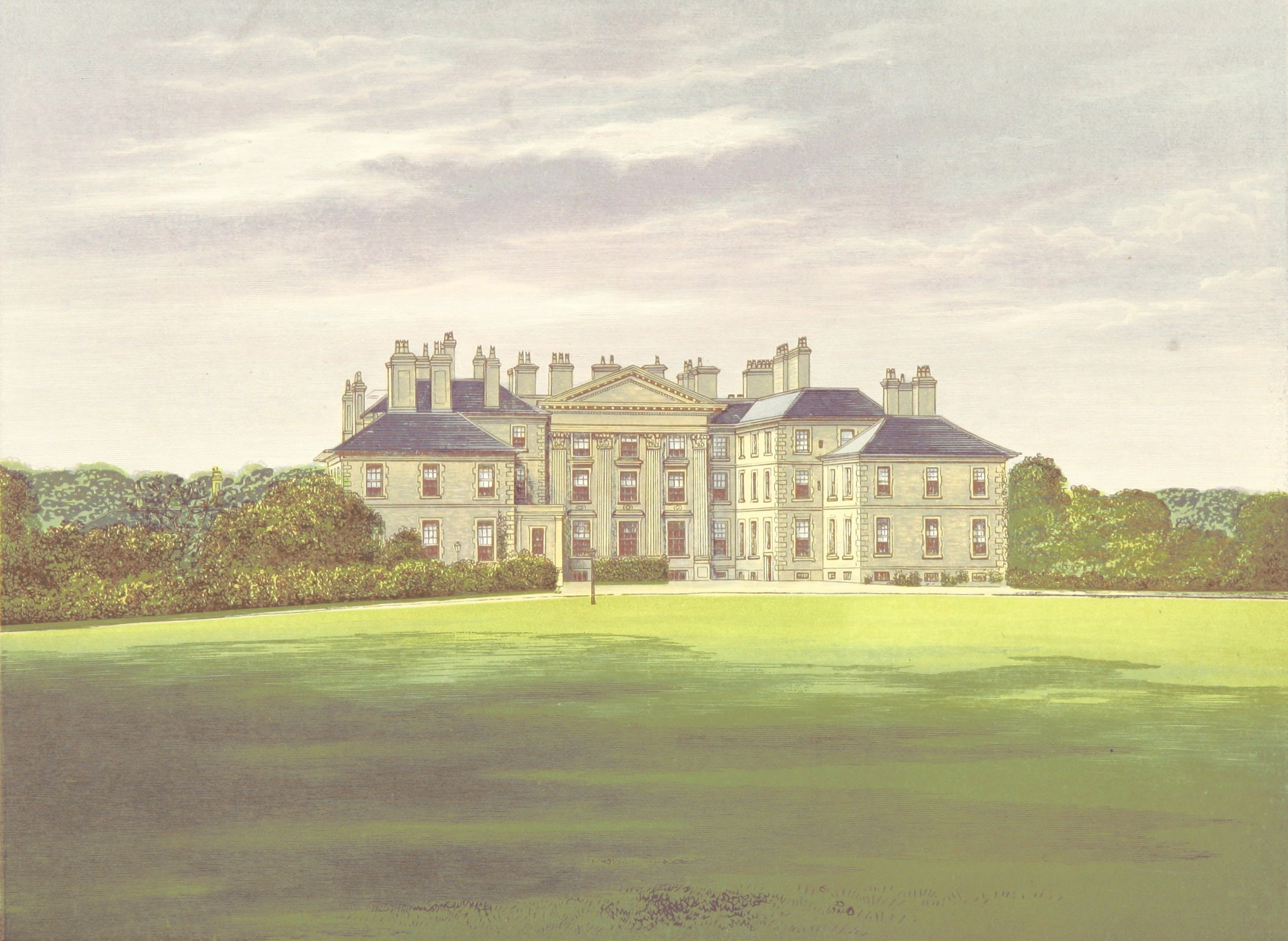
Dalkeith House, 1880.

Dalkeith House är en egendom omfattande 2500 acre i utkanten av Edinburgh.
Dalkeith House var i familjerna Douglas och Scotts ägo i nära 600 år. Familjen Douglas of Dalkeith, blev senare kända som earlerna av Morton. Egendomen såldes av familjen Morton 1642 till Francis Scott, 2:e earl av Buccleuch.
Hans dotter Anne gifte sig med hertigen av Monmouth, son till Karl II av England. Efter Monmouths död instruerade änkan arkitekten James Smith att använda sig av Vilhelms av Oranien palats i Republiken Förenade Nederländerna som förebild för det nya slottet vid Dalkeith. När det stod färdigt 1701 beskrevs det som "den mest storslagna av alla neoklassiska byggnader i Skottland".
Åtskilliga prominenta personer har gästat Dalkeith House genom åren, som Bonnie Prince Charlie 1745, Georg IV av England 1822 och drottning Viktoria 1842. Under andra världskriget användes delar av slottet som förläggning för ett polskt exilregemente.
Palatset har inte bebotts av hertigarna av Buccleuch sedan 1914 och är numera ett studiecenter för University of Wisconsin.